# Darth Bane: A Regra de Dois
Darth Bane: A Regra de Dois (Rule of Two, no original) é o sequelo ao livro Darth Bane: O Caminho à Destruição, por Drew Karpyshyn. Foi lançado em dezembro de 2007, lançado como parte do Universo Expandido, atualmente é considerado não-canônico (Star Wars Legends).

## Personagens
- Darth Bane
- Darth Zannah